# Championnat du monde de Formule 1 1990
Navigation
1989 1991
Le championnat du monde de Formule 1 1990 est remporté par le Brésilien Ayrton Senna sur une McLaren-Honda. McLaren remporte le championnat du monde des constructeurs.
La rivalité au sommet entre Ayrton Senna et Alain Prost se poursuit bien qu'ils ne soient plus coéquipiers : le Français a rejoint Ferrari après son troisième titre mondial. Senna, qui part dix fois de la pole position, remporte six victoires et Prost s'impose cinq fois au volant de sa Ferrari 641. Lors du Grand Prix du Japon à Suzuka, avant-dernière course de la saison, ils se disputent à nouveau le titre. En tête du classement du championnat, Senna percute délibérément Prost dans le premier virage juste après le départ ; en provoquant un double abandon, il gagne son deuxième titre mondial. Ce geste était motivé d'une part par la colère de Senna qui estimait que la pole position d'où il s'élançait était placée du mauvais côté de la piste et également par la volonté de prendre sa revanche sur le pilote français après l'incident survenu sur le même circuit l'année précédente. 

## Repères

### Pilotes
Débuts en tant que pilote-titulaire : 
- Gianni Morbidelli chez Dallara.
- Claudio Langes chez Eurobrun.
- Gary Brabham chez Life.
- David Brabham chez Brabham en remplacement de Gregor Foitek parti chez Onyx.

 Transferts : 
- Alain Prost quitte McLaren pour Ferrari.
- Derek Warwick quitte Arrows pour Lotus.
- Nelson Piquet quitte Lotus pour Benetton.
- Satoru Nakajima quitte Lotus pour Tyrrell.
- Nicola Larini quitte Osella pour Ligier.
- Olivier Grouillard quitte Ligier pour Osella.
- Gerhard Berger quitte Ferrari pour McLaren.
- Michele Alboreto quitte Lola pour Footwork.
- Philippe Alliot quitte Lola pour Ligier.
- Roberto Moreno quitte Coloni pour Eurobrun.
- Bernd Schneider quitte Zakspeed pour Footwork.
- Aguri Suzuki quitte Zakspeed pour Lola.
- Bertrand Gachot quitte Rial pour Coloni.

 Retraits : 
- Jonathan Palmer (83 GP, 1 meilleur tour et 14 points entre 1983 et 1989).
- Eddie Cheever (132 GP, 9 podiums et 70 points entre 1978 et 1989).
- Piercarlo Ghinzani (76 GP et 2 points entre 1981 et en 1989).
- Luis Pérez-Sala (26 GP et 1 point en 1988 et 1989).
- René Arnoux (149 GP, 7 victoires, 18 pole positions, 22 podiums et 181 points entre 1978 et 1989).
- Pierre-Henri Raphanel (1 GP en 1989).
- Oscar Larrauri (7 GP en 1988 et 1989).
- Christian Danner (36 GP et 4 points entre 1985 et 1989).
- Volker Weidler (1 non-qualification et 8 non-préqualifications en 1989).
- Philippe Streiff (53 GP, 1 podium et 11 points entre 1984 et 1989).
- Joachim Winkelhock (7 non-préqualifications en 1989).

 Retours : 
- Gregor Foitek (2 non-qualifications et 10 non-préqualifications en 1989) chez Brabham.
- Martin Donnelly (1 GP en 1989) chez Lotus.
- Paolo Barilla (1 GP en 1989) chez Minardi.
- Éric Bernard (2 GP en 1989) chez Lola.

 Transferts en cours de saison : 
- Roberto Moreno quitte Eurobrun pour Benetton pour les 2 derniers Grands Prix de la saison à la place d'Alessandro Nannini blessé.
- Gregor Foitek quitte Brabham pour Onyx à partir du GP de Saint-Marin en remplacement de Stefan Johansson.

 Retours en cours de saison : 
- Johnny Herbert chez Lotus pour remplacer Martin Donnelly blessé pour les 2 derniers Grands Prix de la saison.
- Malade lors des 2 premiers Grands Prix de la saison, Emanuele Pirro récupère sa place promise, Gianni Morbidelli assurant son intérim.
- Gianni Morbidelli chez Minardi pour les 2 derniers Grands Prix de la saison à la place de Paolo Barilla limogé.
- Bruno Giacomelli chez Life à partir du GP de Saint-Marin pour remplacer Gary Brabham.

### Écuries
- Les écuries Zakspeed et Rial se retirent du championnat.
- L'écurie Monteverdi se retire définitivement du championnat après le GP de Hongrie.
- Les écuries Eurobrun et Life se retirent définitivement du championnat après le GP d'Espagne.
- L'écurie Onyx devient Monteverdi lors du GP de Hongrie.
- L'écurie March devient l'écurie Leyton House après son rachat.
- L'écurie Arrows devient l'écurie Footwork après son rachat.
- L'écurie Life intègre le championnat.
- Fournitures de moteurs Judd pour l'écurie Leyton House.
- Fournitures de moteurs Ford pour les écuries Footwork et Monteverdi.
- Fournitures de moteurs Lamborghini pour les écuries Lotus et Ligier.
- Fournitures de moteurs Subaru pour l'écurie Coloni. L'écurie délaissera ce moteur à partir du GP de Grande-Bretagne pour retrouver un Ford.
- Fournitures de moteurs Rocchi pour l'écurie Life. L'écurie délaissera ce moteur à partir du GP du Portugal pour retrouver un Judd.

### Circuits
- Le Grand Prix du Brésil qui se déroulait au Jacarepaguá aura lieu au circuit d'Interlagos.
- Le Grand Prix automobile des États-Unis démarre le championnat.

## Règlement sportif
- L'attribution des points s'effectue selon le barème 9, 6, 4, 3, 2, 1.
- Seuls les 11 meilleurs résultats sont retenus.
- Le Grand Prix doit durer moins de deux heures et avoir une distance comprise entre 300 et 320 km.
- Les préqualifications sont réservées à toutes les monoplaces les moins bien classées lors du championnat précédent puis lors du demi-championnat en cours. La séance de préqualifications se déroule le vendredi matin de 8 h 0 à 9 h 0. Les pilotes titulaires des quatre meilleurs temps de la séance peuvent prendre part aux essais qualificatifs aux côtés des 24 monoplaces préqualifiées de droit. Ainsi, 30 monoplaces au maximum sont autorisées à poursuivre le déroulement du Grand Prix.
- Vendredi matin de 10 h à 11 h 30 : essais libres (30 monoplaces maxi - 26 + 4).
- Vendredi après-midi de 13 h à 14 h : première séance d'essais qualificatifs (30 monoplaces maxi - 26 + 4).
- Samedi matin de 10 h à 11 h 30 : essais libres (30 monoplaces maxi - 26 + 4).
- Samedi après-midi de 13 h à 14 h : seconde séance d'essais qualificatifs (30 monoplaces maxi - 26 + 4).
- À l'issue des deux séances de qualifications, les 26 monoplaces ayant réalisé les meilleurs temps sont qualifiées pour la course.
- Une séance d'essai de roulage en configuration de course (warm-up) est organisée le dimanche matin, de 10 h à 10 h 30.
- Un second warm-up d'un quart d'heure peut être organisé si les conditions météorologiques prévues pour la course changent drastiquement par rapport aux conditions rencontrées lors du premier warm-up.

## Règlement technique: les nouveautés
- Poids minimal de la monoplace fixé à 505 kg pour harmoniser les poids des voitures équipées ou non de caméras embarquées.
- Arceau de sécurité avec points d'ancrage dans la coque pour faire corps avec elle.
- Cockpit de dimensions accrues permettant au pilote de s'extraire de la monoplace en six secondes sans démonter le volant.
- Nouvelle forme du cockpit permettant d'assurer une meilleure protection au niveau des épaules du pilote.
- Feu arrière de surface minimale portée à 20 cm2 et d'une puissance de 21 W.
- Rétroviseurs d'une largeur minimale fixée à 10 cm et d'une hauteur minimale fixée à 5 cm. Les commissaires techniques doivent s'assurer que le pilote, en position de conduite est bien capable de discerner les voitures qui le suivent dans chacun des deux rétroviseurs.

## Pilotes et monoplaces
| Écurie                                                 | Constructeur    | Châssis       | Moteur             | Pneus | no | Pilotes            | Pilotes d'essais et de réserve |
| ------------------------------------------------------ | --------------- | ------------- | ------------------ | ----- | -- | ------------------ | ------------------------------ |
| Scuderia Ferrari SpA                                   | Ferrari         | 641           | Ferrari V12        | G     | 1  | Alain Prost        | Gianni Morbidelli              |
| Scuderia Ferrari SpA                                   | Ferrari         | 641           | Ferrari V12        | G     | 2  | Nigel Mansell      | Gianni Morbidelli              |
| Tyrrell Racing Organisation                            | Tyrrell         | 018 019       | Ford V8            | P     | 3  | Satoru Nakajima    | Volker Weidler                 |
| Tyrrell Racing Organisation                            | Tyrrell         | 018 019       | Ford V8            | P     | 4  | Jean Alesi         | Volker Weidler                 |
| Canon Williams Team                                    | Williams        | FW13B         | Renault V10        | G     | 5  | Thierry Boutsen    | Mark Blundell                  |
| Canon Williams Team                                    | Williams        | FW13B         | Renault V10        | G     | 6  | Riccardo Patrese   | Mark Blundell                  |
| Motor Racing Developments                              | Brabham         | BT58 BT59     | Judd V8            | P     | 7  | David Brabham      |                                |
| Motor Racing Developments                              | Brabham         | BT58 BT59     | Judd V8            | P     | 7  | Gregor Foitek      |                                |
| Motor Racing Developments                              | Brabham         | BT58 BT59     | Judd V8            | P     | 8  | Stefano Modena     |                                |
| Footwork Arrows Racing                                 | Arrows          | A11 A11B      | Ford V8            | G     | 9  | Michele Alboreto   |                                |
| Footwork Arrows Racing                                 | Arrows          | A11 A11B      | Ford V8            | G     | 10 | Alex Caffi         |                                |
| Footwork Arrows Racing                                 | Arrows          | A11 A11B      | Ford V8            | G     | 10 | Bernd Schneider    |                                |
| Camel Team Lotus                                       | Lotus           | 102           | Lamborghini V12    | G     | 11 | Derek Warwick      | Johnny Herbert                 |
| Camel Team Lotus                                       | Lotus           | 102           | Lamborghini V12    | G     | 12 | Martin Donnelly    | Johnny Herbert                 |
| Camel Team Lotus                                       | Lotus           | 102           | Lamborghini V12    | G     | 12 | Johnny Herbert     | Johnny Herbert                 |
| Fondmetal Osella                                       | Osella          | FA1M FA1M-E   | Ford V8            | P     | 14 | Olivier Grouillard |                                |
| Leyton House Racing                                    | Leyton House    | CG901         | Judd V8            | G     | 15 | Mauricio Gugelmin  | Bruno Giacomelli               |
| Leyton House Racing                                    | Leyton House    | CG901         | Judd V8            | G     | 16 | Ivan Capelli       | Bruno Giacomelli               |
| AGS Racing                                             | AGS             | JH24 JH25     | Ford V8            | G     | 17 | Gabriele Tarquini  |                                |
| AGS Racing                                             | AGS             | JH24 JH25     | Ford V8            | G     | 18 | Yannick Dalmas     |                                |
| Benetton Formula Ltd                                   | Benetton        | B189B B190    | Ford V8            | G     | 19 | Alessandro Nannini | Johnny Dumfries Roberto Moreno |
| Benetton Formula Ltd                                   | Benetton        | B189B B190    | Ford V8            | G     | 19 | Roberto Moreno     | Johnny Dumfries Roberto Moreno |
| Benetton Formula Ltd                                   | Benetton        | B189B B190    | Ford V8            | G     | 20 | Nelson Piquet      | Johnny Dumfries Roberto Moreno |
| BMS Scuderia Italia                                    | Dallara         | 190           | Ford V8            | P     | 21 | Emanuele Pirro     | Andrea Montermini              |
| BMS Scuderia Italia                                    | Dallara         | 190           | Ford V8            | P     | 21 | Gianni Morbidelli  | Andrea Montermini              |
| BMS Scuderia Italia                                    | Dallara         | 190           | Ford V8            | P     | 22 | Andrea De Cesaris  | Andrea Montermini              |
| SCM Minardi Team                                       | Minardi         | M189 M190     | Ford V8            | P     | 23 | Pierluigi Martini  | Marco Apicella                 |
| SCM Minardi Team                                       | Minardi         | M189 M190     | Ford V8            | P     | 24 | Paolo Barilla      | Marco Apicella                 |
| SCM Minardi Team                                       | Minardi         | M189 M190     | Ford V8            | P     | 24 | Gianni Morbidelli  | Marco Apicella                 |
| Ligier Gitanes                                         | Ligier          | JS33B         | Ford V8            | G     | 25 | Nicola Larini      | Emmanuel Collard               |
| Ligier Gitanes                                         | Ligier          | JS33B         | Ford V8            | G     | 26 | Philippe Alliot    | Emmanuel Collard               |
| Honda Marlboro McLaren                                 | McLaren         | MP4/5B        | Honda V10          | G     | 27 | Ayrton Senna       | Allan McNish Jonathan Palmer   |
| Honda Marlboro McLaren                                 | McLaren         | MP4/5B        | Honda V10          | G     | 28 | Gerhard Berger     | Allan McNish Jonathan Palmer   |
| Espo Larrousse F1                                      | Lola            | LC89B 90      | Lamborghini V12    | G     | 29 | Éric Bernard       |                                |
| Espo Larrousse F1                                      | Lola            | LC89B 90      | Lamborghini V12    | G     | 30 | Aguri Suzuki       |                                |
| Subaru Coloni Racing Coloni Racing                     | Coloni          | FC189B FC189C | Subaru F12 Ford V8 | G     | 31 | Bertrand Gachot    |                                |
| Eurobrun Racing                                        | Eurobrun        | ER189B        | Judd V8            | P     | 33 | Roberto Moreno     |                                |
| Eurobrun Racing                                        | Eurobrun        | ER189B        | Judd V8            | P     | 34 | Claudio Langes     |                                |
| Moneytron Onyx Formula One Monteverdi Onyx Formula One | Onyx Monteverdi | ORE-1 ORE-1B  | Ford V8            | G     | 35 | Stefan Johansson   |                                |
| Moneytron Onyx Formula One Monteverdi Onyx Formula One | Onyx Monteverdi | ORE-1 ORE-1B  | Ford V8            | G     | 35 | Gregor Foitek      |                                |
| Moneytron Onyx Formula One Monteverdi Onyx Formula One | Onyx Monteverdi | ORE-1 ORE-1B  | Ford V8            | G     | 36 | Jyrki Järvilehto   |                                |
| Life Racing Engines                                    | Life            | L190          | Rocchi W12 Judd V8 | G     | 39 | Gary Brabham       | Franco Scapini                 |
| Life Racing Engines                                    | Life            | L190          | Rocchi W12 Judd V8 | G     | 39 | Bruno Giacomelli   | Franco Scapini                 |

## Grands Prix de la saison 1990
| no  | Date         | Grand Prix                    | Lieu              | Vainqueur        | Écurie           | Pole position   | Record du tour     | Résumé |
| --- | ------------ | ----------------------------- | ----------------- | ---------------- | ---------------- | --------------- | ------------------ | ------ |
| 485 | 11 mars      | Grand Prix des États-Unis     | Phoenix           | Ayrton Senna     | McLaren-Honda    | Gerhard Berger  | Gerhard Berger     | Résumé |
| 486 | 25 mars      | Grand Prix du Brésil          | Interlagos        | Alain Prost      | Ferrari          | Ayrton Senna    | Gerhard Berger     | Résumé |
| 487 | 13 mai       | Grand Prix de Saint-Marin     | Imola             | Riccardo Patrese | Williams-Renault | Ayrton Senna    | Alessandro Nannini | Résumé |
| 488 | 27 mai       | Grand Prix de Monaco          | Monaco            | Ayrton Senna     | McLaren-Honda    | Ayrton Senna    | Ayrton Senna       | Résumé |
| 489 | 10 juin      | Grand Prix du Canada          | Montréal          | Ayrton Senna     | McLaren-Honda    | Ayrton Senna    | Gerhard Berger     | Résumé |
| 490 | 24 juin      | Grand Prix du Mexique         | Mexico            | Alain Prost      | Ferrari          | Gerhard Berger  | Alain Prost        | Résumé |
| 491 | 8 juillet    | Grand Prix de France          | Le Castellet      | Alain Prost      | Ferrari          | Nigel Mansell   | Nigel Mansell      | Résumé |
| 492 | 15 juillet   | Grand Prix de Grande-Bretagne | Silverstone       | Alain Prost      | Ferrari          | Nigel Mansell   | Nigel Mansell      | Résumé |
| 493 | 29 juillet   | Grand Prix d'Allemagne        | Hockenheim        | Ayrton Senna     | McLaren-Honda    | Ayrton Senna    | Thierry Boutsen    | Résumé |
| 494 | 12 août      | Grand Prix de Hongrie         | Budapest          | Thierry Boutsen  | Williams-Renault | Thierry Boutsen | Riccardo Patrese   | Résumé |
| 495 | 26 août      | Grand Prix de Belgique        | Spa-Francorchamps | Ayrton Senna     | McLaren-Honda    | Ayrton Senna    | Alain Prost        | Résumé |
| 496 | 9 septembre  | Grand Prix d'Italie           | Monza             | Ayrton Senna     | McLaren-Honda    | Ayrton Senna    | Ayrton Senna       | Résumé |
| 497 | 23 septembre | Grand Prix du Portugal        | Estoril           | Nigel Mansell    | Ferrari          | Nigel Mansell   | Riccardo Patrese   | Résumé |
| 498 | 30 septembre | Grand Prix d'Espagne          | Jerez             | Alain Prost      | Ferrari          | Ayrton Senna    | Riccardo Patrese   | Résumé |
| 499 | 21 octobre   | Grand Prix du Japon           | Suzuka            | Nelson Piquet    | Benetton-Ford    | Ayrton Senna    | Riccardo Patrese   | Résumé |
| 500 | 4 novembre   | Grand Prix d'Australie        | Adélaïde          | Nelson Piquet    | Benetton-Ford    | Ayrton Senna    | Nigel Mansell      | Résumé |

## Classement des pilotes
| Classement | Pilote             | Points  | USA | BRA | SMA | MON | CAN | MEX | FRA | GBR | ALL | HUN | BEL | ITA | POR | ESP | JAP | AUS |
| ---------- | ------------------ | ------- | --- | --- | --- | --- | --- | --- | --- | --- | --- | --- | --- | --- | --- | --- | --- | --- |
| Champion   | Ayrton Senna       | 78      | 9   | 4   | -   | 9   | 9   | -   | 4   | 4   | 9   | 6   | 9   | 9   | 6   | -   | -   | -   |
| 2e         | Alain Prost        | 71 (73) | -   | 9   | 3   | -   | (2) | 9   | 9   | 9   | 3   | -   | 6   | 6   | 4   | 9   | -   | 4   |
| 3e         | Nelson Piquet      | 43 (44) | 3   | 1   | 2   | -   | 6   | (1) | 3   | 2   | -   | 4   | 2   | -   | 2   | -   | 9   | 9   |
| 4e         | Gerhard Berger     | 43      | -   | 6   | 6   | 4   | 3   | 4   | 2   | -   | 4   | -   | 4   | 4   | 3   | -   | -   | 3   |
| 5e         | Nigel Mansell      | 37      | -   | 3   | -   | -   | 4   | 6   | -   | -   | -   | -   | -   | 3   | 9   | 6   | -   | 6   |
| 6e         | Thierry Boutsen    | 34      | 4   | 2   | -   | 3   | -   | 2   | -   | 6   | 1   | 9   | -   | -   | -   | 3   | 2   | 2   |
| 7e         | Riccardo Patrese   | 23      | -   | -   | 9   | -   | -   | -   | 1   | -   | 2   | 3   | -   | 2   | -   | 2   | 3   | 1   |
| 8e         | Alessandro Nannini | 21      | -   | -   | 4   | -   | -   | 3   | -   | -   | 6   | -   | 3   | -   | 1   | 4   |     |     |
| 9e         | Jean Alesi         | 13      | 6   | -   | 1   | 6   | -   | -   | -   | -   | -   | -   | -   | -   | -   | -   | -   | -   |
| 10e        | Ivan Capelli       | 6       | -   | -   | -   | -   | -   | -   | 6   | -   | -   | -   | -   | -   | -   | -   | -   | -   |
| 10e        | Roberto Moreno     | 6       | -   | -   | -   | -   | -   | -   | -   | -   | -   | -   | -   | -   | -   | -   | 6   | -   |
| 12e        | Aguri Suzuki       | 6       | -   | -   | -   | -   | -   | -   | -   | 1   | -   | -   | -   | -   | -   | 1   | 4   | -   |
| 13e        | Éric Bernard       | 5       | -   | -   | -   | 1   | -   | -   | -   | 3   | -   | 1   | -   | -   | -   | -   | -   | -   |
| 14e        | Derek Warwick      | 3       | -   | -   | -   | -   | 1   | -   | -   | -   | -   | 2   | -   | -   | -   | -   | -   | -   |
| 15e        | Satoru Nakajima    | 3       | 1   | -   | -   | -   | -   | -   | -   | -   | -   | -   | -   | 1   | -   | -   | 1   | -   |
| 16e        | Alex Caffi         | 2       |     | -   | -   | 2   | -   | -   | -   | -   | -   | -   | -   | -   | -   |     | -   | -   |
| 16e        | Stefano Modena     | 2       | 2   | -   | -   | -   | -   | -   | -   | -   | -   | -   | -   | -   | -   | -   | -   | -   |
| 18e        | Mauricio Gugelmin  | 1       | -   | -   | -   | -   | -   | -   | -   | -   | -   | -   | 1   | -   | -   | -   | -   | -   |
| 19e        | Nicola Larini      | 0       | -   | -   | -   | -   | -   | -   | -   | -   | -   | -   | -   | -   | -   | -   | -   | -   |
| 20e        | Martin Donnelly    | 0       | -   | -   | -   | -   | -   | -   | -   | -   | -   | -   | -   | -   | -   | -   |     |     |
| 21e        | Pierluigi Martini  | 0       | -   | -   | -   | -   | -   | -   | -   | -   | -   | -   | -   | -   | -   | -   | -   | -   |
| 22e        | Gregor Foitek      | 0       | -   | -   | -   | -   | -   | -   | -   | -   | -   | -   |     |     |     |     |     |     |
| 23e        | Philippe Alliot    | 0       | -   | -   | -   | -   | -   | -   | -   | -   | -   | -   | -   | -   | -   | -   | -   | -   |
| 24e        | Michele Alboreto   | 0       | -   | -   | -   | -   | -   | -   | -   | -   | -   | -   | -   | -   | -   | -   | -   | -   |
| 25e        | Yannick Dalmas     | 0       | -   | -   | -   | -   | -   | -   | -   | -   | -   | -   | -   | -   | -   | -   | -   | -   |
| 26e        | Emanuele Pirro     | 0       |     |     | -   | -   | -   | -   | -   | -   | -   | -   | -   | -   | -   | -   | -   | -   |
| 27e        | Andrea De Cesaris  | 0       | -   | -   | -   | -   | -   | -   | -   | -   | -   | -   | -   | -   | -   | -   | -   | -   |
| 28e        | Paolo Barilla      | 0       | -   | -   | -   | -   | -   | -   | -   | -   | -   | -   | -   | -   | -   | -   |     |     |
| 29e        | Jyrki Järvilehto   | 0       | -   | -   | -   | -   | -   | -   | -   | -   | -   | -   |     |     |     |     |     |     |
| 30e        | Bernd Schneider    | 0       | -   |     |     |     |     |     |     |     |     |     |     |     |     | -   |     |     |
| 31e        | Olivier Grouillard | 0       | -   | -   | -   | -   | -   | -   | -   | -   | -   | -   | -   | -   | -   | -   | -   | -   |
| 32e        | Gabriele Tarquini  | 0       | -   | -   | -   | -   | -   | -   | -   | -   | -   | -   | -   | -   | -   | -   | -   | -   |
| 33e        | Gianni Morbidelli  | 0       | -   | -   |     |     |     |     |     |     |     |     |     |     |     |     | -   | -   |
| 34e        | David Brabham      | 0       |     |     | -   | -   | -   | -   | -   | -   | -   | -   | -   | -   | -   | -   | -   | -   |
| 35e        | Johnny Herbert     | 0       |     |     |     |     |     |     |     |     |     |     |     |     |     |     | -   | -   |
| 36e        | Bertrand Gachot    | 0       | -   | -   | -   | -   | -   | -   | -   | -   | -   | -   | -   | -   | -   | -   | -   | -   |
| 37e        | Stefan Johansson   | 0       | -   | -   |     |     |     |     |     |     |     |     |     |     |     |     |     |     |
| 38e        | Claudio Langes     | 0       | -   | -   | -   | -   | -   | -   | -   | -   | -   | -   | -   | -   | -   | -   |     |     |
| 39e        | Bruno Giacomelli   | 0       |     |     | -   | -   | -   | -   | -   | -   | -   | -   | -   | -   | -   | -   |     |     |
| 40e        | Gary Brabham       | 0       | -   | -   |     |     |     |     |     |     |     |     |     |     |     |     |     |     |

## Classement des constructeurs
| Classement | Constructeurs     | Points | USA | BRA | SMA | MON | CAN | MEX | FRA | GBR | ALL | HUN | BEL | ITA | POR | ESP | JAP | AUS |
| ---------- | ----------------- | ------ | --- | --- | --- | --- | --- | --- | --- | --- | --- | --- | --- | --- | --- | --- | --- | --- |
| Champion   | McLaren-Honda     | 121    | 9   | 10  | 6   | 13  | 12  | 4   | 6   | 4   | 13  | 6   | 13  | 13  | 9   | -   | -   | 3   |
| 2e         | Ferrari           | 110    | -   | 12  | 3   | -   | 6   | 15  | 9   | 9   | 3   | -   | 6   | 9   | 13  | 15  | -   | 10  |
| 3e         | Benetton-Ford     | 71     | 3   | 1   | 6   | -   | 6   | 4   | 3   | 2   | 6   | 4   | 5   | -   | 3   | 4   | 15  | 9   |
| 4e         | Williams-Renault  | 57     | 4   | 2   | 9   | 3   | -   | 2   | 1   | 6   | 3   | 12  | -   | 2   | -   | 5   | 5   | 3   |
| 5e         | Tyrrell-Ford      | 16     | 7   | -   | 1   | 6   | -   | -   | -   | -   | -   | -   | -   | 1   | -   | -   | 1   | -   |
| 6e         | Lola-Lamborghini  | 11     | -   | -   | -   | 1   | -   | -   | -   | 4   | -   | 1   | -   | -   | -   | 1   | 4   | -   |
| 7e         | Leyton House-Judd | 7      | -   | -   | -   | -   | -   | -   | 6   | -   | -   | -   | 1   | -   | -   | -   | -   | -   |
| 8e         | Lotus-Lamborghini | 3      | -   | -   | -   | -   | 1   | -   | -   | -   | -   | 2   | -   | -   | -   | -   | -   | -   |
| 9e         | Arrows-Ford       | 2      | -   | -   | -   | 2   | -   | -   | -   | -   | -   | -   | -   | -   | -   | -   | -   | -   |
| 10e        | Brabham-Judd      | 2      | 2   | -   | -   | -   | -   | -   | -   | -   | -   | -   | -   | -   | -   | -   | -   | -   |
| 11e        | Ligier-Ford       | 0      | -   | -   | -   | -   | -   | -   | -   | -   | -   | -   | -   | -   | -   | -   | -   | -   |
| 12e        | Minardi-Ford      | 0      | -   | -   | -   | -   | -   | -   | -   | -   | -   | -   | -   | -   | -   | -   | -   | -   |
| 13e        | Onyx-Ford         | 0      | -   | -   | -   | -   | -   | -   | -   | -   | -   | -   |     |     |     |     |     |     |
| 14e        | AGS-Ford          | 0      | -   | -   | -   | -   | -   | -   | -   | -   | -   | -   | -   | -   | -   | -   | -   | -   |
| 15e        | Dallara-Ford      | 0      | -   | -   | -   | -   | -   | -   | -   | -   | -   | -   | -   | -   | -   | -   | -   | -   |
| 16e        | Osella-Ford       | 0      | -   | -   | -   | -   | -   | -   | -   | -   | -   | -   | -   | -   | -   | -   | -   | -   |
| 17e        | Eurobrun-Judd     | 0      | -   | -   | -   | -   | -   | -   | -   | -   | -   | -   | -   | -   | -   | -   |     |     |
| 18e        | Coloni-Ford       | 0      |     |     |     |     |     |     |     |     | -   | -   | -   | -   | -   | -   | -   | -   |
| 19e        | Life              | 0      | -   | -   | -   | -   | -   | -   | -   | -   | -   | -   | -   | -   |     |     |     |     |
| 20e        | Coloni-Subaru     | 0      | -   | -   | -   | -   | -   | -   | -   | -   |     |     |     |     |     |     |     |     |
| 21e        | Life-Judd         | 0      |     |     |     |     |     |     |     |     |     |     |     |     | -   | -   |     |     |